# Skleroprotopus insularum
Skleroprotopus insularum är en mångfotingart som beskrevs av Karl Wilhelm Verhoeff 1939. Skleroprotopus insularum ingår i släktet Skleroprotopus och familjen Mongoliulidae. Inga underarter finns listade i Catalogue of Life.